# Vistarino
Vistarino – miejscowość i gmina we Włoszech, w regionie Lombardia, w prowincji Pawia.
Według danych na rok 2004 gminę zamieszkiwało 1118 osób, 124,2 os./km².